# Ratafia
La ratafia és una beguda alcohòlica macerada dolça que es pren generalment com a digestiu. Hi ha essencialment dos tipus de ratafies, les ratafies fetes amb misteles i les ratafies fetes amb sucs de fruits.

## Etimologia
Existeixen dues teories ben fonamentades respecte l’origen del nom:
• Derivat del llatí “pax (o res) rata fiat” que significa “sigui ratificat” o “queda signat”, i que es pronunciava, davant d’un notari en signar un afer públic, abans de brindar amb ocasió d’algun conveni o tractat.
• Alguns filòlegs teoritzen que el terme “ratafia” prové de la importació del Crioll a través del francès de les Antilles franceses, on els nadius al segle XVII solien referir-se com “tafia” als roms fets a partir de l’aiguardent produit de la canya de sucre i una posterior maceració amb fruits.

## Història
Els grecs i els antics romans ja tenien coneixença de begudes alcohòliques a base d'herbes aromàtiques i espècies. Plini el Vell atribueix a Hispània aquesta beguda alcohòlica denominada de "cent herbes".
Posteriorment, a l'edat mitjana (actualment en tenim referències des del segle XII), arriba a través dels àrabs l'art dels destil·lats i de la producció d'aiguardents. Fou el teòleg i metge Arnau de Vilanova (1240-1311) qui es creu que difón aquest art. A ell se li atribueix la difusió del terme aqua vitae (aigua de vida), el qual encara està establert en l'actualitat a diverses regions d'Europa.
De l'"aigua de vida" ve l'aiguardent, beguda que prové de la destil·lació de líquids provinents de la fermentació alcohòlica (a la mediterrània és de brisa o de raspa de vi) sense la qual no es podria elaborar la ratafia. Antigament, els aiguardents (incloent, per exemple, la ginebra) eren considerades begudes de pagesos i proletaris usats per “matar el cuc”.

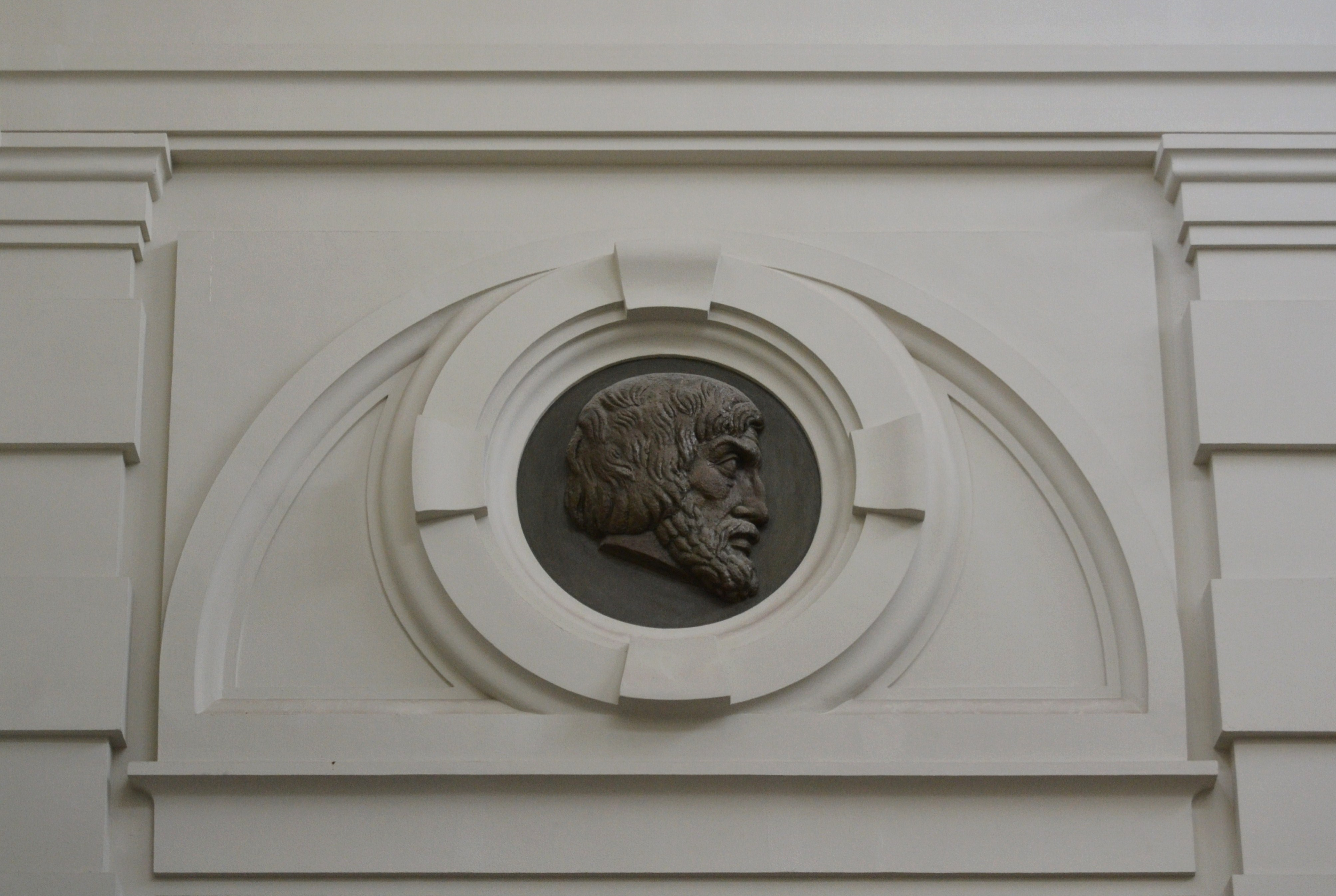
Medalló amb figura d'Arnau de Vilanova, facultat de Medicina de València.

Des de l’Edat Mitjana fins al segle XVII, els mossens eren els que posseïen els secrets del destil·lat i de l’elaboració de licors d’herbes, els quals van anar arribant als pagesos i a la tradició popular a poc a poc.
La paraula “ratafia” arribaria a Catalunya entre els segles XVIII i XIX, on hi trobem les primeres referències escrites i les primeres receptes. De la mateixa manera, des de finals del XVIII a principis del XX, Catalunya esdevindrà una potència exportadora molt potent en la producció d’aiguardents o esperit de vi, on destaca la comarca del Baix Camp com a principal productora.

## Varietats
Ratafia catalana
A Catalunya es troben ratafies de nous tendres i herbes arreu del territori, però sobretot a les comarques septentrionals i occidentals: l'Alt i el Baix Empordà, la Garrotxa, el Gironès, la Selva, el Ripollès, el Pla de l’Estany i des del Pirineu a les comarques centrals i occidentals en una línia transversal que va d’est a oest (el Pallars, l'Alt Urgell, el Vallès, la Segarra i la Garriga). Per tant, és una beguda localitzada majoritàriament a la Catalunya Vella. La ratafia catalana és feta d'aiguardent adobat amb un tros de pell de llimona, quatre o cinc clavells, una nou moscada, una pell de nou verda partida a tallets i un bocí de canyella d'Països Baixos, a què alguns afegeixen un brot de menta i de marialluïsa, etc. Tot això es posa uns quants dies a sol i serena, habitualment quaranta. Molta gent la fa amb una cinquantena d'herbes a més de les esmentades abans. Tradicionalment la ratafia es fa cap a Sant Joan, que és quan les herbes estan en el seu millor moment (tot i que de vegades es fan per Tots Sants) i es consumeix a partir de Nadal.
La recepta pot variar depenent de la zona geogràfica on es produeixi el licor, a la zona de la Garrotxa, on és molt popular, les variants sobre l'anterior són:
- Les nous verdes només s'esberlen, i es posen senceres a la barreja (millor si són collides la nit de Sant Joan), una dotzena per litre d'aiguardent.
- El temps de maduració ha de ser de 40 dies a sol i serena.
- Pel que fa a les herbes, depèn molt de cadascú, en general però es fan servir herbes de la zona, no tant nou moscada o canyella, encara que són prou comunes.
- També és molt comú afegir-hi sucre, de 200 a 500 grams per litre.

La «ratafia catalana» està registrada com a Indicació Geogràfica.
Ratafia a Còrsega
Després de Catalunya és la regió on el consum d’aquesta beguda està més estès. Hi ha molta tradició en l’elaboració casolana i se’n preparen especialment de fruites.
Aigua de nous
A la Vall d'Aran es fa una mena de ratafia que s'anomena aigua de nodes (aigua de nous) amb nous verdes (quatre per a cada litre d'aiguardent) i diverses herbes, espècies i escorces de fruita com farigola, romaní, espígol, sàlvia, melissa, escorça de llimona, clavell, nou moscada, etcètera. Les herbes es deixen assecar una mica i es tallen amb tisores, s'afegeixen les nous aixafades i es deixen dins de l'aiguardent, en un recipient tapat durant trenta dies, a l'exterior; després, com a les altres ratafies, s'hi afegeix un xarop de sucre i aigua i es deixa reposar de nou. Per a elaborar aquest licor calen trenta dies, i és millor emmagatzemar-lo en un lloc fosc i fresc. Al Llemosí (també Occitània) es fa un licor de nous verdes semblant, amb nous verdes partides i marinades de 42 a 54 dies en aiguardent.
En aquesta zona també hi destaquen diverses ratafies de fruites, i a Sarlat, la captital històrica la ratafia està relacionada amb el fet d’oferir beguda als pelegrins que hi estaven de pas, al ser un nucli important del camí de Sant Jaume de Galícia.
Ratafia menorquina
A Menorca també es fa una ratafia local casolana que conté nous verdes, cosa que li dona color fosc i un toc amarg molt agradable. Per a fer-la, cal posar en un recipient de vidre un litre d'aiguardent, uns cent grams (al gust) de sucre, una nou verda sencera, tres o quatre clavells, un tros de canyella, un tros de nou moscada ratllada, l'escorça d'una llimona i herbes al gust com menta, frígola, tomanyí, marialluïsa, etcètera. Es posa vuit dies a sol i serena, després es pot filtrar o no, i al cap d'uns dies ja es pot beure. El sucre es pot posar al final, com en les altres ratafies val més afegir-lo dissolt en aigua, el que es diu un xarop, o utilitzar sucre glaç, perquè sigui més fàcil de dissoldre.
A Menorca també es fan licors similars (macerant el producte en aiguardent) amb camamil·la, de Maó, amb flors de magnòlia, amb cireres, amb xocolata, etcètera.
Ratafia aragonesa o retacía
A l'Aragó també es fa una ratafia local (retacía) casolana que conté cireres, nous, clavells vermells, un tros de canyella i herbes al gust. Es fa a les comarques de Campo de Daroca (Saragossa) i Jiloca (Terol).
Ratafia francesa

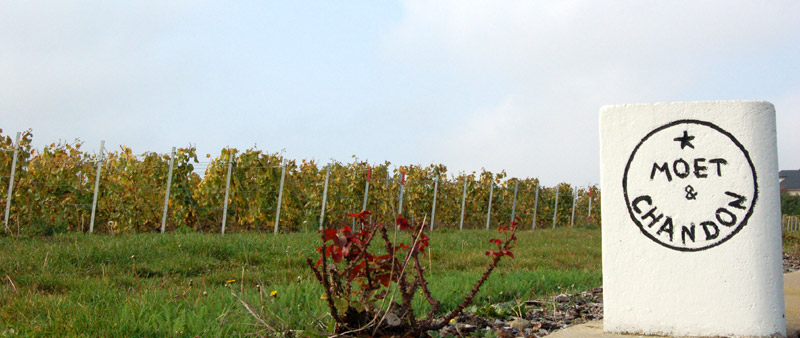
Vinyes de la casa de xampany Moet Chandon.

A França, la ratafia com a tal, és típica sobretot de la Xampanya i la Borgonya i es basa en una barreja de most i aiguardent. S’elabora pel consum local i es pren d’aperitiu. Antigament les ratafies es feien amb fruites, i a nivell casolà en aquestes regions encara ho trobem: de nous tendres, de cireres, de codonys, de raïm, de cassís o riber, de ginebró, de groselles, etc.
A nivell de producció i comercialització destaca una casa de tant prestigi com Moet Chandon, i addicionalment les cases Laurent Perrier i Gosset.
A nivell històric sembla que la ratafia va ser introduïda a França pels romans (de fet, Plini parla d’un licor de cent herbes que atribueix a Hispània).
Ratafia al País Basc
El licor d’herbes per excel·lència n’és el patxaran, fet amb aranyons, originari de Navarra. Aquest és una ratafia la qual s’obté de la maceració en un anisat del fruit de l’aranyoner. Inicialment estava elaborat amb aiguardent, al qual se li afegia després una mica d’aigua i de sucre. Mica en mica es va anar substituint l’aiguardent pel licor d'anís, que ja porta el sucre dins. Aquest licor també s’elabora als Països Catalans.
Ratafia a Galicia i a Portugal

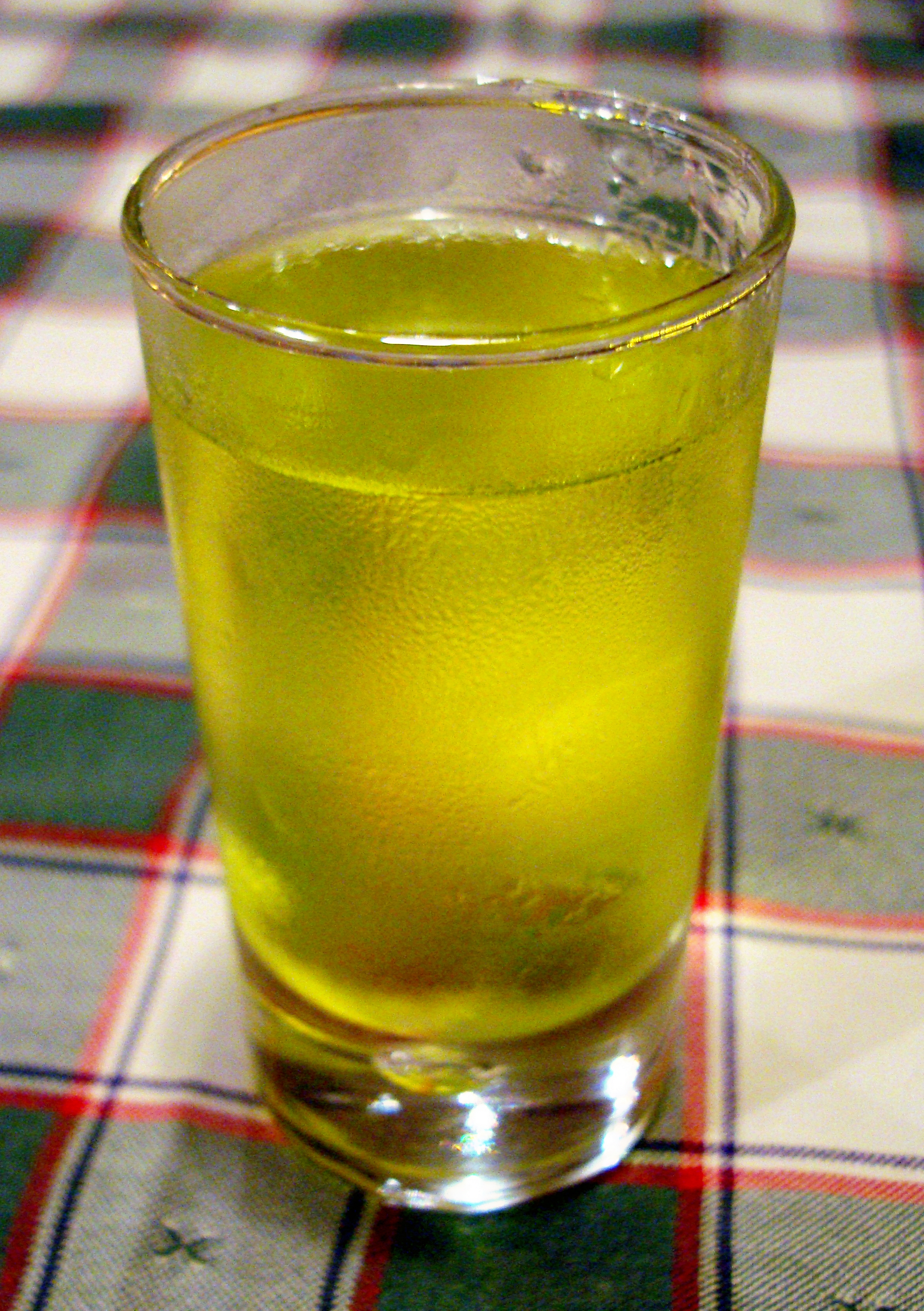
Orujo d'herbes gallec.

A Galícia s’elaboren els aiguardents de brisa: “aguardente o oruxo nacional”, seguint amb la tradició d’elaboració de licors macerats de cafè, de fruites, d’herba, etc. A Portugal destaca la popular ginja o ginginha, un licor de ratafia de guindes.
Ratafia a Itàlia
Entre els licors d’aquest caire més destacats hi ha els licors d’herbes, com el centerbe, l’elisir di noce (elixir de nous) o el nocino, un licor de nous verdes elaborat al Piemont, a la Romanya, a l'Emília, etc.
A la zona de Piemont hi són corrents diferents dipus de licors com el rosolio di rose, l’elisir di china o la ratafia de cireres (ratafia di ciliege), a part del licor de nous verdes. De fet, cada regió Italiana té el seu propi licor d’herbes, com per exemple la Toscana, on hi és comú el certosino una ratafia sense nous amb: ginebró, pela de llimona, canyella, tarongina, menta i clavells entre altres ingredients, que s’elabora artesanalment.
Ratafia al món
A molts altres països del món també existeix la ratafia o licors molt semblants. Per exemple, als Estats Units, concretament a Minesota, es comercialitza una ratafia de vi fortificat a l’estil francès (Alexis Bailly Vineyard). A Austràlia també hi trobem ratafies de most i suc de fruites i a Canadà s’elabora ratafia a Beansville, Ontario. De la mateixa manera, a Brasil es fan ratafies de fruites com són les nous o els fruits vermells, però també de fruites tropicals i locals com la guiava o araçà la guabiroba, el marolo i la pitanga. A part d'aquests exemples, la ratafia ha emigrat a altres parts del món ja que actualment en trobem a països com República Txeca, Escòcia, Finlàndia, Alemanya, Països Baixos, Suïssa, Hongria, els Estats Units, Mèxic, Austràlia.

## Ingredients
La ratafia és una beguda d'autor, fet que implica que els ingredients s'acabin posant al gust de l'artesà, sempre respectant uns paràmetres. Les receptes són elaborades amb ingredients locals d'on es produeixen i sovint són traspassades de generació en generació com a part del patrimoni familiar dels artesans. Per tant, l'espectre del producte és molt divers, però se'n pot extreure una descripció genèrica, formada per aiguardent, xarop, nous verdes, espècies i herbes.

### Aiguardent
És el producte més comú en la producció de ratafia per la seva facilitat i practicitat. Aquesta funciona com a base alcohòlica a partir de la qual es durà a terme la maceració. Sovint s'obtenen ja preparats per la producció de ratafia, ensucrats i aromatitzats amb anís (ingredients que no caldran ser afegits posteriorment quan fem la ratafia).

### Xarop
També conegut com a almívar. És l'element que dona cos al licor i s'obté per dissolució de sucre en aigua calenta. S'utilitza únicament en cas que s'hagi de rebaixar la graduació de l'aiguardent. Per aconseguir un licor totalment transparent i llampant, és important aconseguir un xarop ben clarificat.

### Nou verda
L'element fonamental i que distingeix la ratafia catalana és la nou verda; es recull pels volts de Sant Joan. És important que les nous estiguin ben netes, per evitar contaminacions i alteracions en el producte. Hi ha qui l'aixafa i la deixa unes hores a la fresca i qui només hi posa la pela, que és la que dona color al licor (la part interior li dona un gust més amarg).

### Espècies
Les espècies més habituals són la nou moscada, els clavells, l'anís estrellat, el comí i la canyella. Cal tenir cura de no excedir-se en cap ingredient, pel fet que pot esdevenir amargant o bé pot notar-se un sol gust, tot i que hi ha receptes de ratafia que presenten monografies d'espècies. Alguns preparats anisats ja porten anís estrellat i no caldrà afegir-ne. Darrerament, és important tenir en compte que en funció del grau que s'hagi de rebaixar, caldrà posar-hi més quantitat d'herbes i nous per tal que no quedi una aroma i gust pobra.

### Herbes
La selecció d'herbes i plantes fa que cada ratafia tingui un gust particular, sense que n'hi hagi un de dominant. Hi ha receptes amb poques herbes o espècies i altres amb més de setanta. És millor posar les plantes seques, però també es poden posar acabades de collir. A les receptes bàsiques agafem les que siguin més oloroses d'entre les mentolades i les cítriques o que tinguin propietats digestives i estomacals, ja que la ratafia s'acostuma a prendre després dels àpats. En tot moment cal que estiguin ben netes.
Les herbes més comunes són el llorer, la camamilla, l'alfàbrega, el fonoll, els clavells, l'orenga, les figues, entre d'altres.

## Elaboració
Els ingredients i les espècies es maceren en aiguardent durant uns quaranta dies a sol i serena, que consisteix deixar reposar una garrafa de vidre a la intempèrie, per tal que s'exposi a la calor diürna i a la humitat de la nit. La garrafa ha d'estar que ben tapada i es remena de tant en tant. Passat aquest temps, es cola amb un paper de filtre o amb un drap de fil i s'hi afegeix, en cas que sigui necessari, el xarop en fred per aconseguir la dolçor i la graduació desitjada. Després es deixa envellir durant un parell de mesos en una garrafa de vidre o en una bota de roure. Com que durant el procés d'envelliment acostuma a quedar tèrbola, convé realitzar una segona filtració abans d'embotellar-la.

## Propietats organolèptiques

### Color
El color prové principalment del colorant natural de la pell de la nou anomenat noguerina que es deixa anar durant la maceració. No hi ha un color específic per a la ratafia sinó que l'espectre de colors està comprèn el marró fosc, marró vermellós i ataronjat i reflecteix l'origen del licor. La tonalitat també depèn de la foscor de la melassa, xerès fosc, òxids de terra, passant pel color caoba, el madeira, el coure, l'ocre, el caramel, fins a l'or vell i l'ambre.

### Aroma
L’aroma de la ratafia ens proporciona molta informació, com la varietat d’ingredients, el sistema d’elaboració o l’edat. De manera anàloga al vi, es poden classificar tres aromes de la ratafia: les aromes primàries (aromes dels ingredients), les secundàries (derivades de la maceració) i les terciàries (generades durant el procés d’envelliment).

## Com prendre-la
- La primera opció seria pendre-la com a licor de sobretaula. Després d’un àpat, a temperatura ambient i en una copa o got petit. Resulta molt bona acompanyada d’una varietat de postres no molt copiosos. Un exemple excel·lent serien les Galetes Trias petites i dolces, originàries de Santa Coloma de Farners.[6]

En cap cas és aconsellable prendre’n més d’una copa.
- La segona seria com a aperitiu. D’aquesta manera, es pot prendre en un got més llarg i amb glaçons. Així, es pot beure a qualsevol hora del dia i resulta una beguda molt agradable, la qual es podria arribar a allargar amb aigua o sifó.[6]

A partir de la ratafia, es pot elaborar tota una varietat de còctels. Combina sobretot amb licors amargs com podrien ser el brandi, Fernet o la crema de llet.

## Indicació geogràfica protegida

### Itàlia
A Itàlia el Ministero delle politiche agricole alimentari i forestali protegeix les indicacions geogràfiques de la ratafia produïda a Piamont, els Abruços, el Vall d'Aosta i al Laci, on destaca la ratafia ciociara.
La ratafia ciociara és una beguda obtinguda a partir de maceració hidroalcohòlica de prunus cerasus amb vi que pot convertir-se en Piglio DOCG (Denominazione di Origine Controllata e Garantita) o Cabernet de Atina DOC. Es caracteritza per tenir un color granat, una olor intensa a guinder i un sabor agradable i persistent. També ha de tenir un contingut mínim del 17 per 100 d'alcohol. A més, aquesta ratafia ha de ser elaborada necessàriament a la província de Frosinone.

### França
A França la ratafia de champenois o ratafia de champagne va obtenir la IGP a l'any 2015, atorgada pel ministère de l'agriculture al bulletin officiel on es protegeix el licor. Aquest brevatge és obtingut quan s'afegeix una aiguardent obtinguda a partir d'un alcohol d'origen vinícola (aiguardent de vi, aiguardent d'orujo, destil·lat de vi), a un most de raïm, és important remarcar que el marc champenois (orujo) s'ha de fer amb el mateix raïm que el most. La comercialització d'aquest producte s'ha de fer després d'un procés de maduració de deu mesos en tancs o bidons o després d'un envelliment en fusta durant un període mínim de tres anys. Pel que fa a les seves propietats organolèptiques, la ratafia de champenois o de champagne té un color ambre, una olor afruitada i un sabor equilibrat ni massa àcid ni massa dolç.
A l'hora de ser comercialitzat, el producte ha de complir unes certes característiques fisicoquímiques:
- Una graduació alcohòlica compresa entre el 16 i 22 per 100 de volum.
- Una concentració mínima de 110 grams de sucre en sucre invertit.
- Contingut inferior a 10 grams per litre d'àcid sulfúric.
- Contingut inferior de 80 mil·ligrams per litre de diòxid de sofre

### Espanya
A Espanya l'única varietat de ratafia que està protegida amb denominació geogràfica és la ratafia catalana, la qual té la seva zona d'elaboració exclusivament a la comunitat autònoma de Catalunya. Aquest estatus va ser atorgat l'any 1998 a l'ordre del 13 d'octubre publicada al BOE Núm. 256 del 26 d'octubre pel ministeri d'agricultura, pesca i alimentació. Segons aquesta publicació, es considera ratafia al licor elaborat amb nous verdes al que es poden afegir plantes aromàtiques per complementar el sabor, a més es diferencien dos tipus de ratafia catalana: normal i lleugera.
- Normal: producte amb una graduació alcohòlica compresa entre 26 i 29 per 100 de volum a més de tenir un contingut en sucres comprès entre 200-300 grams per litre en sucre invertit.
- Lleugera: producte amb graduació alcohòlica de menor a 23 per 100 de volum i un contingut en sucres comprès entre 100 i 200 grams per litre en sucre invertit.

La IGP requereix que el procés d'elaboració segueixi unes pautes concretes. L'elaboració ha de ser per maceració hidroalcohòlica de les nous verdes durant dos mesos com a mínim mentre que el temps de maceració del components complementaris pot ser variada. A continuació es decanten els líquids i s'afegeix sucre, alcohol etílic d'origen agrícola i aigua potable destil·lada o desmineralitzada per obtenir la graduació corresponent. Finalment,el producte desitjat ha de ser sotmès a un envelliment de mínim tres mesos en recipients de fusta de com a màxim 1000 litres.

## Fires i festes de la ratafia

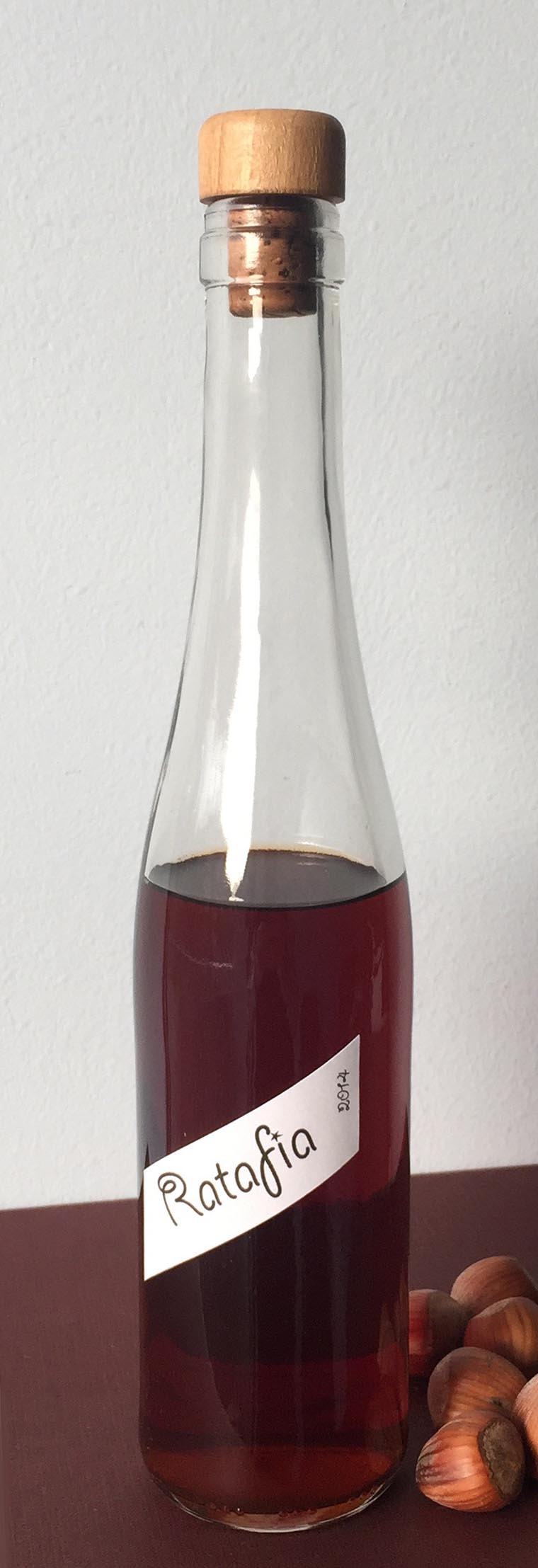

En tot el territori català es fan diverses fires per degustar i conèixer aquesta beguda, de les quals cal destacar la Festa de la Ratafia que es fa des de fa 30 anys a Santa Coloma de Farners durant el mes de novembre, la fira de la xocolata i ratafia de Berga,la Fira de Besalú que es fa durant el Pont de la Puríssima al desembre i la Festa de la Ratafia de Centelles que se sol fer el primer o segon cap de setmana de juny. Durant la fira de Centelles es fan diferents tallers (recollida d'herbes, elaboració de la ratafia, tastets culinaris) i es presenten les bases del Concurs de Ratafia Embruixada de Centelles, que té com a finalitat promoure l'elaboració tradicional de ratafies.
Generalment la ratafia es fa amb unes cinquanta herbes a ser possible collides per Sant Joan posades a sol i serena durant quaranta dies amb aiguardent. Les pinyes verdes esberlades també hi entren. Es pot barrejar aiguardent i anís.

### Santa Coloma de Farners
La festa de la ratafia de Santa Coloma de Farners es celebra el segon cap de setmana de novembre de cada any. Els events més importants de la celebració es poden resumir en tres, la festa, la fira i el concurs de la ratafia. La primera edició del concurs de la ratafia es va dur a terme el 1982 amb l’objectiu de conservar la tradició d’elaborar aquest licor al poble, a més de reunir a artesans de tot el món (per exemple han participat ratafies de Hawaii, Nova Zelanda, Austràlia, Canadà, Nova York…) .
Actualment, es presenten més de 200 ratafies casolanes diferentes al concurs de Santa Coloma de Farners, on posteriorment un jurat selecciona les 10 millors per després seleccionar les tres millors ratafies en general, i la millor ratafia local. El guanyador de l'edició del 2022 va ser Sergi Roca.

### Berga
La fira de la ratafia i la xocolata de Berga es celebra usualment un cap de setmana a finals del mes de novembre. L'any 2016, L'Ajuntament de Berga i el Casal Panxo varen impulsar l'organització d'un concurs de ratafia artesana. A la 13a edició duta a terme l'any 2022 varen participar un total de 66 persones de les quals un jurat compost per sis jutges, seleccionen tres guanyadors.

### Besalú
La Fira de la Ratafia de Besalú és un esdeveniment on es selecciona la millor ratafia casolana de la població i que es celebra des-de fa més de 30 anys. Durant la celebració es du a terme un concurs de la ratafia, en el qual participen 25 habitants del poble amb l’objectiu de manufacturar una beguda tradicional i típica de Besalú. Una vegada escollit el guanyador a la millor ratafia, es procedeix a envasar 700 ampolles del licor premiat.
Durant els dies de la fira situada a la plaça de la Llibertat de Besalú, s'ofereix una programació que inclou degustació i concursos de cuina dolça amb el licor, a més d’elaboració de ratafia i de pastissos amb aquesta beguda. També es realitzen diverses activitats lúdiques i ball de sardanes.

### Centelles
La fira de la ratafia va ser organitzada per primera vegada l’any 2009 per L’Ajuntament de Centelles. Aquesta fira es defineix com a un espai pensat tant pels amants de la ratafia com per als no experts, a la fira es poden trobar tres vessants diferents:
- Parades comercials on poder obtenir els productes exposats pels diferents ratafiaires
- Tallers gastronómics d'elaboració de ratafia i tallers d'olors
- Activitats lúdiques per a tots els públics

Finalment, hi ha el concurs de la ratafía enfocat a qualsevol persona que vulgui presentar la seva preparació casolana. Les condicions per entrar a concurs eren contenir ingredients típics com les nous verdes a més d’incorporar optativament diferents tipus d'herbes, fruits, flors, arrels o altres espècies. Per seleccionar les millors ratafies es valoren criteris objectius com l'olor, l’aroma i el gust.
A 2022 es va realitzar la 13ª edició del concurs on varen participar 52 ratafies diferents i que va deixar com a guanyadora a Dolors Taberner, la qual va rebre el primer premi de 200 €. Per altra banda les dos guanyadores a la millor ratafia local varen ser Pepita Palomas i Montse Prat.